# Le Misogallo
Le Misogaulois
Le Misogallo plus récemment traduit en Le Misogaulois (en italien Il Misogallo - mot d'origine grecque et latine signifiant « celui qui hait les Français ») est une œuvre littéraire satirique de Vittorio Alfieri, comprenant différents genres (notamment la prose et les rimes) inspirés des événements de la Révolution française entre l'insurrection de Paris en juillet 1789 et l'occupation française de Rome en février 1798. Le sous-titre de l'œuvre est « Prose et rimes de Vittorio Alfieri da Asti ».
Dans cet ouvrage anti-français, Alfieri, avec une critique féroce et mordante, revisite ses premières appréciations flatteuses adressées à la Révolution véhiculées dans l'ouvrage Paris sbastigliato.
La France en général, et la Révolution en particulier, sont considérées par Alfieri comme ayant trahi et discrédité l'idéal de liberté avec les excès sanglants de la Terreur. Alfieri, se sentant trahi dans ce qui lui tient le plus à cœur, lance des attaques très dures et des invectives sarcastiques contre les Français.

## Publication
Les pages de prose et de poésie du Misogallo ont été écrites entre 1789 et 1798, rassemblées, sélectionnées et commandées entre 1793 et 1795. En 1799, Alfieri imprima anonymement une partie du Misogallo sous le titre Contravveleno poetico per la pestilenza corrente.
La première édition complète a été imprimée à titre posthume vraisemblablement à Pise en 1814, après la chute de Napoléon Bonaparte et à la veille de la Restauration, avec la mention fictive Londres 1799 et une intention de l'auteur au début du volume qui invitait à en conserver un exemplaire du manuscrit s'il est arrivé entre des mains autres que celles qui en avaient la garde, en demandant à l'auteur lui-même quoi faire ou en procédant à l'intuition si l'auteur était mort.

## Postérité
Misogallo — aussi parfois misogallico, misogallismo — est aujourd'hui encore dans les dictionnaires italophones.
L'ouvrage a été traduit en français et censuré au moins une fois à la demande du gouvernement français.